# Ann-Margret

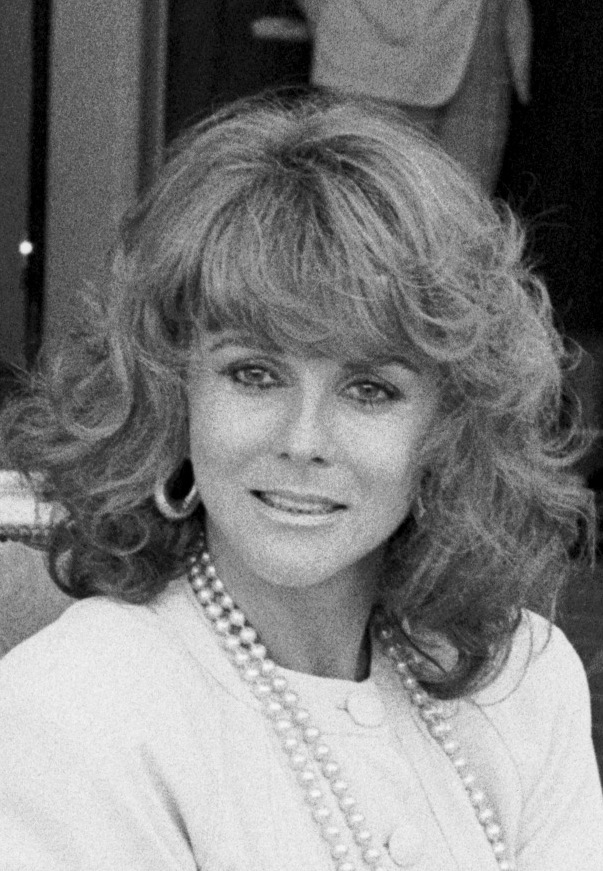
Ann-Margret în 1988

Ann-Margret Smith (născută Ann-Margret Olsson; n. 28 aprilie 1941, Valsjöbyn⁠(d), Comitatul Jämtland, Suedia) este o actriță suedeză și americană de film.

## Filmografie

### Filme
- 1961 O poveste ca în filme (Pocketful of Miracles), regia Frank Capra
- 1962 State Fair
- 1963 Bye Bye Birdie
- 1964 Dragoste la Las Vegas (Viva Las Vegas), regia George Sidney
- 1964 Kitten with a Whip
- 1964 The Pleasure Seekers
- 1965 Bus Riley's Back in Town
- 1965 A fost cândva hoț (Once a Thief), regia Ralph Nelson
- 1965 The Cincinnati Kid, regia Norman Jewison
- 1966 Made in Paris
- 1966 Stagecoach, regia Gordon Douglas
- 1966 The Swinger
- 1966 Murderers' Row
- 1967 Tigrul (The Tiger and the Pussycat), regia Dino Risi
- 1968 The Prophet
- 1968 Seven Men and One Brain
- 1969 Rebus
- 1970 Revoluții pe minut (R.P.M.), regia Stanley Kramer
- 1970 C.C. and Company
- 1971 Cunoaștere carnală (Carnal Knowledge), regia Mike Nichols
- 1972 The Outside Man
- 1973 The Train Robbers
- 1975 Tommy, regia Ken Russell
- 1976 The Twist
- 1977 Joseph Andrews
- 1977 The Last Remake of Beau Geste
- 1978 Un detectiv ieftin (The Cheap Detective)
- 1978 Magie (Magic), regia Richard Attenborough
- 1979 Cactus Jack (The Villain), regia Hal Needham
- 1980 Nebunia vârstei mature (Middle Age Crazy), regia John Trent
- 1982 Întoarcerea soldatului (The Return of the Soldier)
- 1982 Păguboșii din Las Vegas (Lookin' to Get Out), regia Hal Ashby
- 1982 Vreau să fiu vedetă (I Ought to Be in Pictures), regia Herbert Ross
- 1985 Twice in a Lifetime
- 1986 În bani peșin (52 Pick-Up), regia John Frankenheimer
- 1988 Povestea lui Bubber (A Tiger's Tale), regia Peter Douglas
- 1988 A New Life
- 1991 Fiii noștri (Our Sons), regia John Erman
- 1992 Băieții cu ziarele (Newsies), regia Kenny Ortega
- 1993 Morocănoșii (Grumpy Old Men), regia Donald Petrie
- 1995 Și mai morocănoși (Grumpier Old Men), regia Howard Deutch
- 1999 Scene șterse (The Limey)
- 1999 Duminică, pierzi sau câștigi (Any Given Sunday), regia Oliver Stone
- 2000 Ultimul producător (The Last Producer), regia Burt Reynolds
- 2002 Interstate 60
- 2004 Taxi
- 2005 Mem-o-re
- 2006 Tales of the Rat Fink (voce)
- 2006 Despărțiți, dar împreună (The Break-Up), regia
- 2006 Familia lui Moș Crăciun (The Santa Clause 3: The Escape Clause)
- 2009 All's Faire in Love
- 2009 Old Dogs
- 2009 The Loss of a Teardrop Diamond
- 2011 Lucky

### Televiziune
- The Jack Benny Program (1961)
- The Flintstones: Ann-Margrock Presents (1963)
- Ann-Margret: Made in Paris (Scurtmetraj, 1965)
- The Ann-Margret Show (1968)
- Ann-Margret: From Hollywood with Love (1969)
- Here's Lucy (1970)
- Dames at Sea (1971)
- Ann-Margret: When You're Smiling (1973)
- Ann-Margret Olsson (1975)
- Ann-Margret Smith (1975)
- Ann-Margret: Rhinestone Cowgirl (1977)
- Ann-Margret: Hollywood Movie Girls (1980)
- Who Will Love My Children? (1983)
- A Streetcar Named Desire (1984)
- The Two Mrs. Grenvilles (1987)
- Our Sons (1991)
- Queen: The Story of an American Family (Miniserial, 1993)
- Following Her Heart (1994)
- Nobody's Children (film) 1994 TV
- Scarlett (Miniserial, 1994)
- Seduced by Madness: The Diane Borchardt Story (1996)
- Blue Rodeo (1996)
- Four Corners (1998)
- Life of the Party: The Pamela Harriman Story (1998)
- Happy Face Murders (1999)
- Perfect Murder, Perfect Town: JonBenét and the City of Boulder (2000)
- Touched by an Angel (2000)
- The 10th Kingdom (Miniserial, 2000)
- Popular (2000)
- Blonde (Miniserial, 2001)
- A Woman's a Helluva Thing (2001)
- A Place Called Home (2004)
- Third Watch (2003)
- Law & Order: Special Victims Unit (2010)
- Army Wives (2010)
- CSI: Crime Scene Investigation (2010)

## Discografie

### Singles
- I Just Don't Understand (1961)
- It Do Me So Good (1961)
- What Am I Supposed To Do (1962)
- Sleep In the Grass (1969)
- Love Rush (1979)
- Midnight Message (1980)
- Everybody Needs Somebody Sometimes (1981)

### EP-uri
- And Here She Is...Ann-Margret (1961)
  - Partea 1: I Just Don't Understand/I Don't Hurt Anymore
  - Partea a 2-a: Teach Me Tonight/Kansas City
- More and More American Hits (compilație) (1962)
  - Partea a 2-a: What Am I Supposed To Do

### Albume
- And Here She Is...Ann-Margret (1961)
- On the Way Up (1962)
- The Vivacious One (1962)
- Bachelor's Paradise (1963)
- Beauty and the Beard (1964) (cu Al Hirt)
- David Merrick Presents Hits from His Broadway Hits (1964) (cu David Merrick)
- Songs from "The Swinger" (And Other Swingin' Songs) (1966)
- The Cowboy and the Lady (1969) (cu Lee Hazlewood)
- Ann-Margret (1979)
- God Is Love: The Gospel Sessions (2001)
- Today, Tomorrow and Forever: Box Set  (2002) (cu Elvis Presley)
- Ann-Margret's Christmas Carol Collection (2004)
- Love Rush (reissue of Ann-Margret) (2007)
- Everybody Needs Somebody Sometimes (single, reissue) (2007)
- All's Faire In Love (2008)

### Coloane sonore
- State Fair (1962)
- Bye Bye Birdie (1963)
- The Pleasure Seekers (1965)
- Tommy (1975)
- Newsies (1992)
- Viva Las Vegas (refacere pe LP a Viva Las Vegas EP) (2007) (cu Elvis Presley)